# Geniculisynnema termiticola
Geniculisynnema termiticola är en svampart som beskrevs av Okane & Nakagiri 2007. Geniculisynnema termiticola ingår i släktet Geniculisynnema och familjen kolkärnsvampar.   Inga underarter finns listade i Catalogue of Life.